# مات برينان (لاعب كرة قدم أمريكية)
مات برينان (بالإنجليزية: Matt Brennan)‏ هو لاعب كرة قدم أمريكية أمريكي، ولد في 3 أكتوبر 1897 في ستامفورد في الولايات المتحدة، وتوفي في 3 يناير 1963 في بنسيلفانيا في الولايات المتحدة.

## وصلات خارجية
- مات برينان على موقع مرجع كرة القدم المحترفة.كوم (الإنجليزية)
- مات برينان على موقع JustSportsStats.com (الإنجليزية)